# Teillots
 Teillots  (en occitano Telhòus) es una población y comuna francesa, situada en la región de Aquitania, departamento de Dordoña, en el distrito de Périgueux y cantón de Hautefort.

## Demografía
| 191 | 152 | 132 | 131 | 123 | 137 |
| Para los censos de 1962 a 1999 la población legal corresponde a la población sin duplicidades (Fuente: INSEE [Consultar]) |     |     |     |     |     |